# Chapelle Brancacci

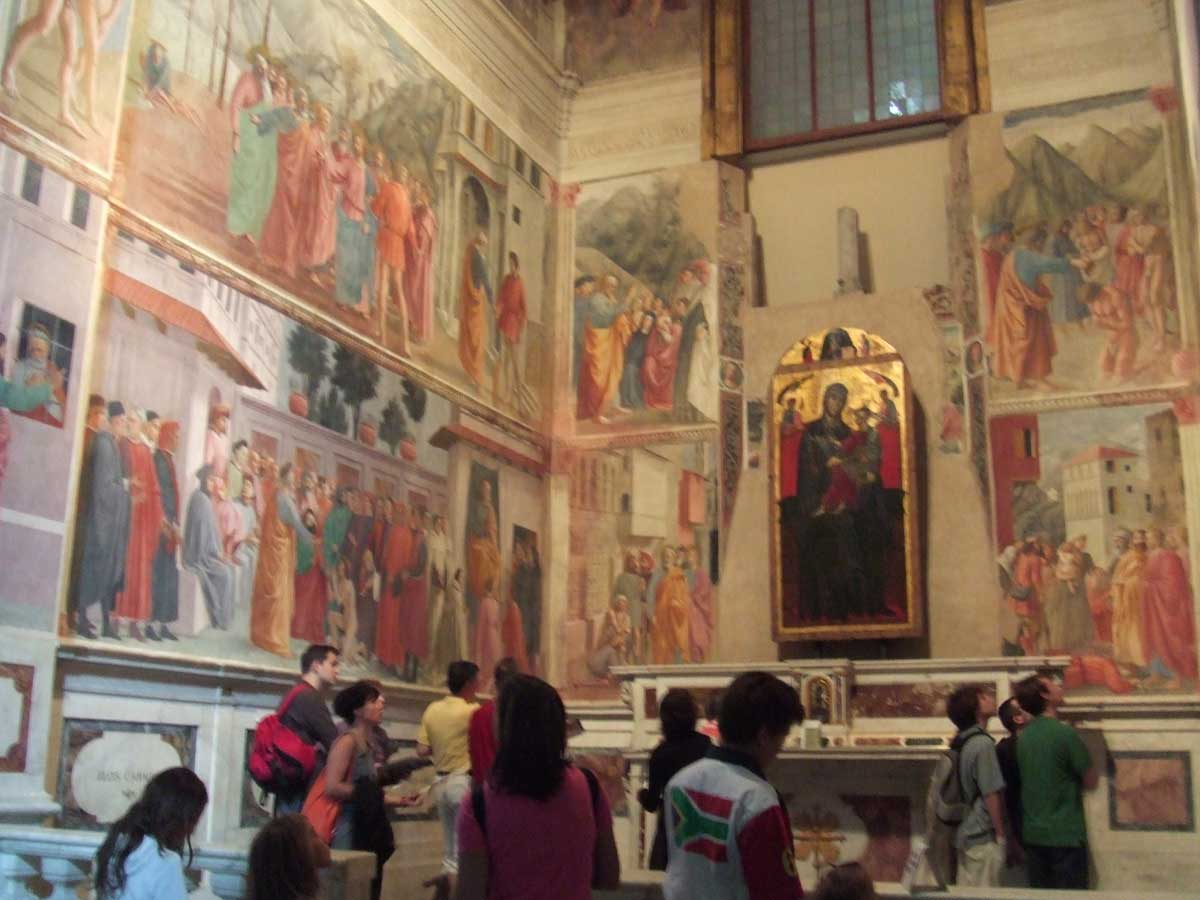
Vue intérieure de la chapelle Brancacci.

La chapelle Brancacci se situe à l'extrémité du transept droit de l'église Santa Maria del Carmine de Florence (quartier de l'Oltrarno). Elle a été fondée en 1386 par le riche drapier Piero di Piuvichese Brancacci pour honorer l'apôtre Pierre, son saint patron.
En 1424, son neveu Felice di Michele Brancacci commanda à Masolino da Panicale la décoration peinte de la chapelle.
Elle constitue l'un des plus beaux exemples de la peinture de la Renaissance (1424-1428). Elle est le fruit de la collaboration de deux des plus grands artistes de l'époque, Masaccio et Masolino da Panicale, auxquels il faut ajouter la main de Filippino Lippi, appelé pour achever l'œuvre une cinquantaine d'années plus tard.

## Histoire

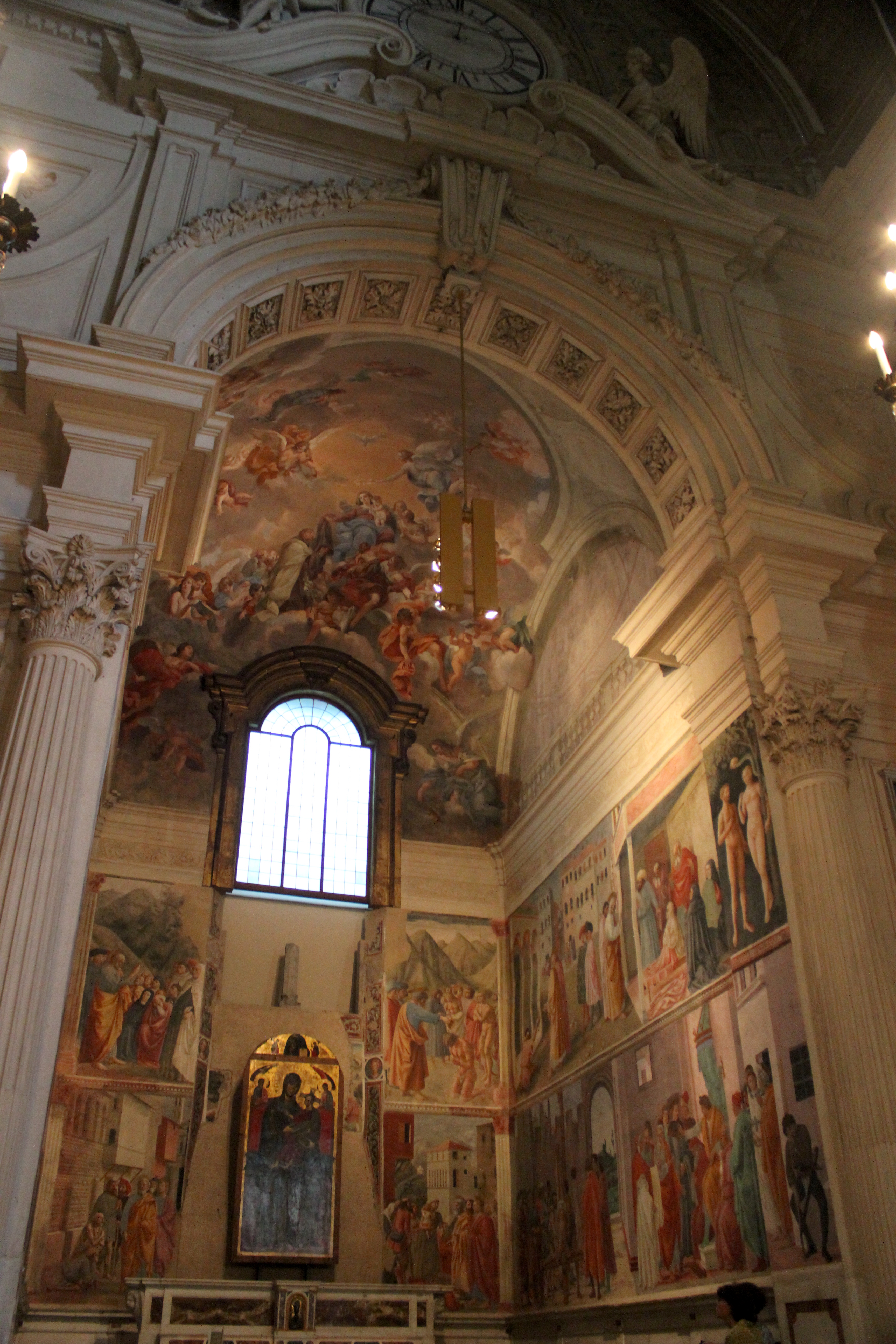
Chapelle Brancacci.

### Origines
Les Brancacci possédaient la chapelle dans le transept de Santa Maria del Carmine depuis la fin du XIVe siècle, lors de sa fondation par Pietro di Piuvichese Brancacci (1367). Antonio Brancacci commence une série de travaux dans la chapelle en 1387, mais il commande probablement la décoration à fresque à l'atelier de Masolino avec un cycle sur les Histoires de saint Pierre, le protecteur de la famille, avec son neveu Felice, riche marchand de soie et protagoniste de la scène politique florentine dans la première moitié du XVe siècle. Aucune documentation directe sur la décoration de la chapelle n'a été conservée, mais les événements sont aujourd'hui reconstitués à partir de sources indirectes ou ultérieures. Par exemple, Vasari dans Les Vies rappelle comment les deux artistes avaient exécuté dans une période immédiatement précédente un Saint Paul (de Masaccio) et un Saint Pierre (de Masolino, tous deux perdus) dans une chapelle de l'autre côté du transept, à l'opposé de celle de la prestigieuse commande.
Felice Brancacci rentre d'une ambassade au Caire le 15 février 1423, et à la fin de 1424, les travaux purent démarrer. Masolino était occupé à travailler à Empoli jusqu'en novembre 1424, on peut donc supposer qu'il a commencé à travailler sur la chapelle Brancacci immédiatement après. Son assistant Masaccio prit la direction des travaux après le départ de Masolino pour la Hongrie (1er septembre 1425) où il fut peintre de cour durant trois ans à Budapest. À son retour en 1427, il continua le cycle des peintures en collaboration avec son élève Masaccio. Une nouvelle interruption du travail intervint en 1428 : tous deux partirent pour Rome afin d'honorer une commande papale mais Masaccio y mourut mystérieusement l'été 1428. Certains émettent l'hypothèse que Masaccio n'y travaillait plus depuis février 1426, lorsque les carmélites de Pise lui confièrent un autre travail important (le polyptyque de Pise), mais les carmes florentins n'auraient guère permis à Masaccio de partir, laissant un travail inachevé. Il est donc plus probable que l'interruption ait eu lieu à l'initiative du client, avec un achèvement hâtif de la dernière scène, la Résurrection du fils de Théophile et de saint Pierre en chaire, dont témoigne l'exécution moins raffinée et l'utilisation plus visible d'assistants (la scène a probablement été plus tard mutilée et recompilée par Filippino Lippi). Felice Brancacci lui-même, dans son testament de 1432, mentionne que la chapelle est incomplète 
Aujourd'hui, les fresques de Masolino apparaissent clairement minoritaires, mais à l'origine, elles étaient également présentes sur la voûte en croix et dans une ou deux des lunettes supérieures, qui ont été détruites, avec un effet global complètement différent.
Le relief sur l'autel avec la Livraison des clés, une œuvre de Donatello aujourd'hui au Victoria and Albert Museum, terminait probablement le cycle sur saint Pierre, scène fondamentale pour clôturer les histoires et pour le discours sur l'autorité de Pierre dans l'église.

### Organisation du travail entre Masolino et Masaccio
Masolino et Masaccio ont travaillé séparément sur différentes scènes, planifiant soigneusement leurs interventions de manière à pouvoir opérer simultanément. Ils ont utilisé un seul échafaudage, peignant des scènes contiguës, afin d'éviter une séparation nette entre leurs œuvres, ce qui aurait créé un plus grand déséquilibre qu'une division en « damier » comme on le voit aujourd'hui. Sur l'échafaudage rectangulaire, l'un a peint la scène sur la paroi latérale, l'autre à l'avant, puis ont échangé les tâches du côté opposé. Avec cette méthode, la réalisation du registre supérieur, et peut-être de la partie avec les lunettes, était assuré, tandis que l'interruption des travaux signifiait l'absence de décoration dans le registre inférieur.
Une question très controversée est celle des aides que les deux peintres s'apportaient dans des scènes destinées à l'autre. Certains chercheurs ont tendance à les exclure, d'autres, sur la base de comparaisons stylistiques, les soulignent. Par exemple, le schéma de perspective de la Guérison de l'infirme et de la résurrection de Tabita était généralement attribué à Masaccio car identique à celui du Paiement du tribut, mais il a peut-être été réalisé par les deux. Les montagnes réalistes du Sermon de saint Pierre sont attribuées à Masaccio, comme il n’en a jamais peint dans des œuvres ultérieures, tandis que la tête du Christ dans le paiement du tribut a été attribuée à Masolino, légèrement ombragée comme celle de l'Adam masolinesque dans le Péché originel.

### Suspension des travaux et achèvement par Filippino Lippi

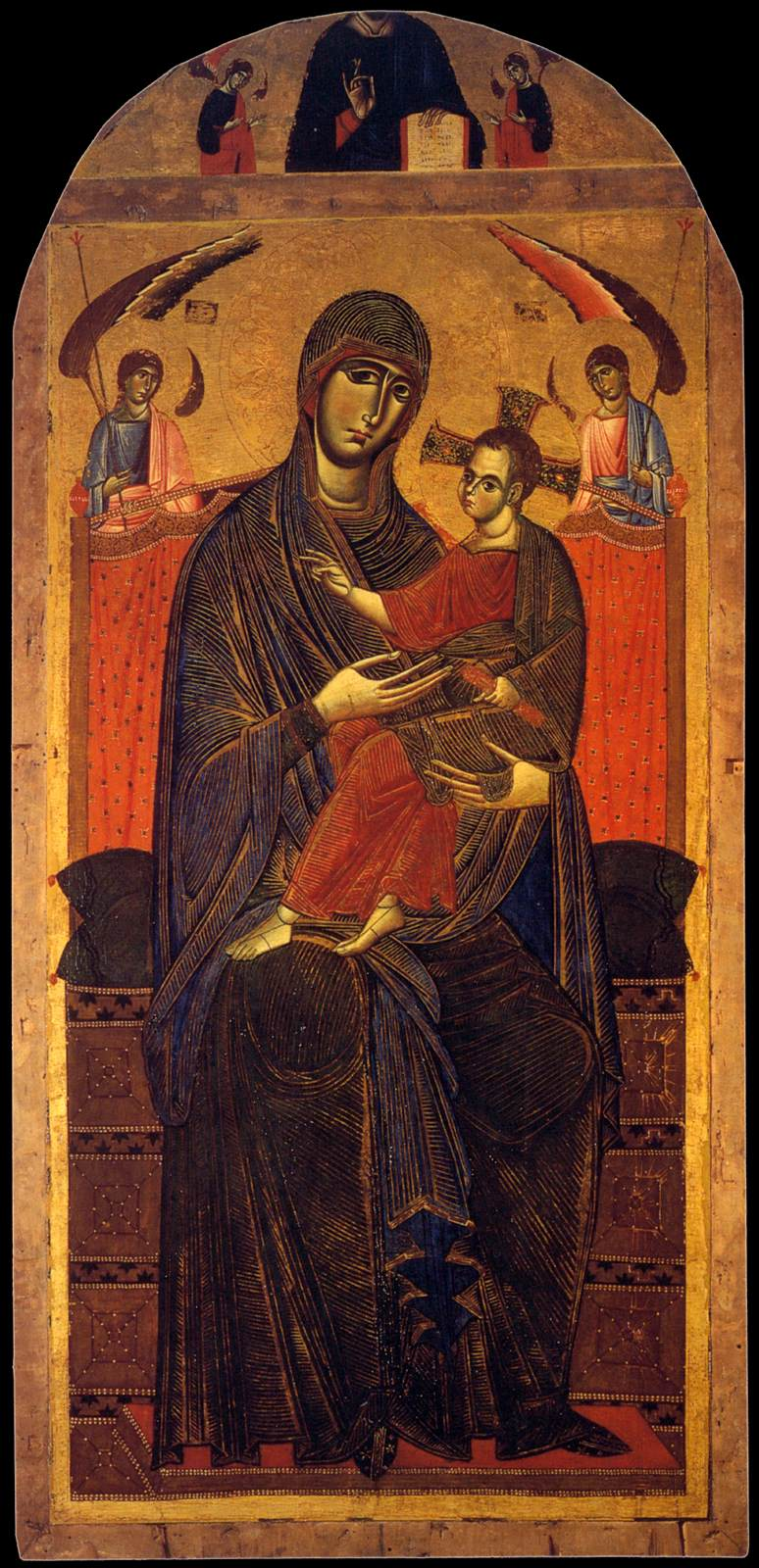
Madonna del Popolo.

Le travail reste inachevé, également en raison du bannissement de Felice Brancacci en 1436 du fait de son ralliement au parti adverse à Cosme de 'Medici. Il est probable que dans ce contexte, les portraits des Brancacci et d'autres citoyens de l'époque aient été martelés dans la scène de la Résurrection du fils de Théophile et saint Pierre dans une chaire, où la peinture de Masaccio s'arrête brusquement au-dessus de la moitié de vêtements. En 1458, lorsque l'exil devient pérenne, la chapelle est probablement vidée de toute référence à la famille Brancacci, désormais indésirable aux yeux des Médicis et des carmélites eux-mêmes, le célèbre cycle pictural liant une famille rebelle à la papauté (saint Pierre est après tout le premier pape). La chapelle est ensuite consacrée à la Madonna del Popolo. Le tableau de la Vierge à l'Enfant datant probablement de l'année de fondation de l'église (1268) est installé en 1454 et est toujours présent sous la fenêtre aujourd'hui. À cette occasion, la scène derrière l'autel du Martyre de Saint-Pierre a probablement été détruite avant d'être repeinte par Lippi sur le mur de droite. Dans le passé attribué à Coppo di Marcovaldo ou au Maestro della Sant'Agata, le tableau est aujourd'hui attribué plus prudemment au Maestro de la Madonna del Carmine.
Avec le retour de la famille Brancacci à Florence en 1480, la décoration de la chapelle peut être complétée. Les travaux sont confiés à Filippino Lippi, qui en plus d'être un artiste de premier plan, est également le fils de Fra Filippo, l'un des tout premiers élèves de Masaccio. Filippino  tente de tempérer son style en adaptant sa palette aux couleurs des fresques les plus anciennes et en conservant le cadre solennel des personnages, afin de ne pas briser l'homogénéité de l'ensemble. Malgré cela, son style est aujourd'hui facilement reconnaissable car il est marqué par un clair-obscur plus mature et doté de la ligne de contour typique du style intellectualiste de la Renaissance à l'époque de Laurent le Magnifique qui s'oppose au « jet » de peinture fait de brouillons rapides de couleur et de lumière de Masaccio.

### DuXVIeauXVIIIesiècle

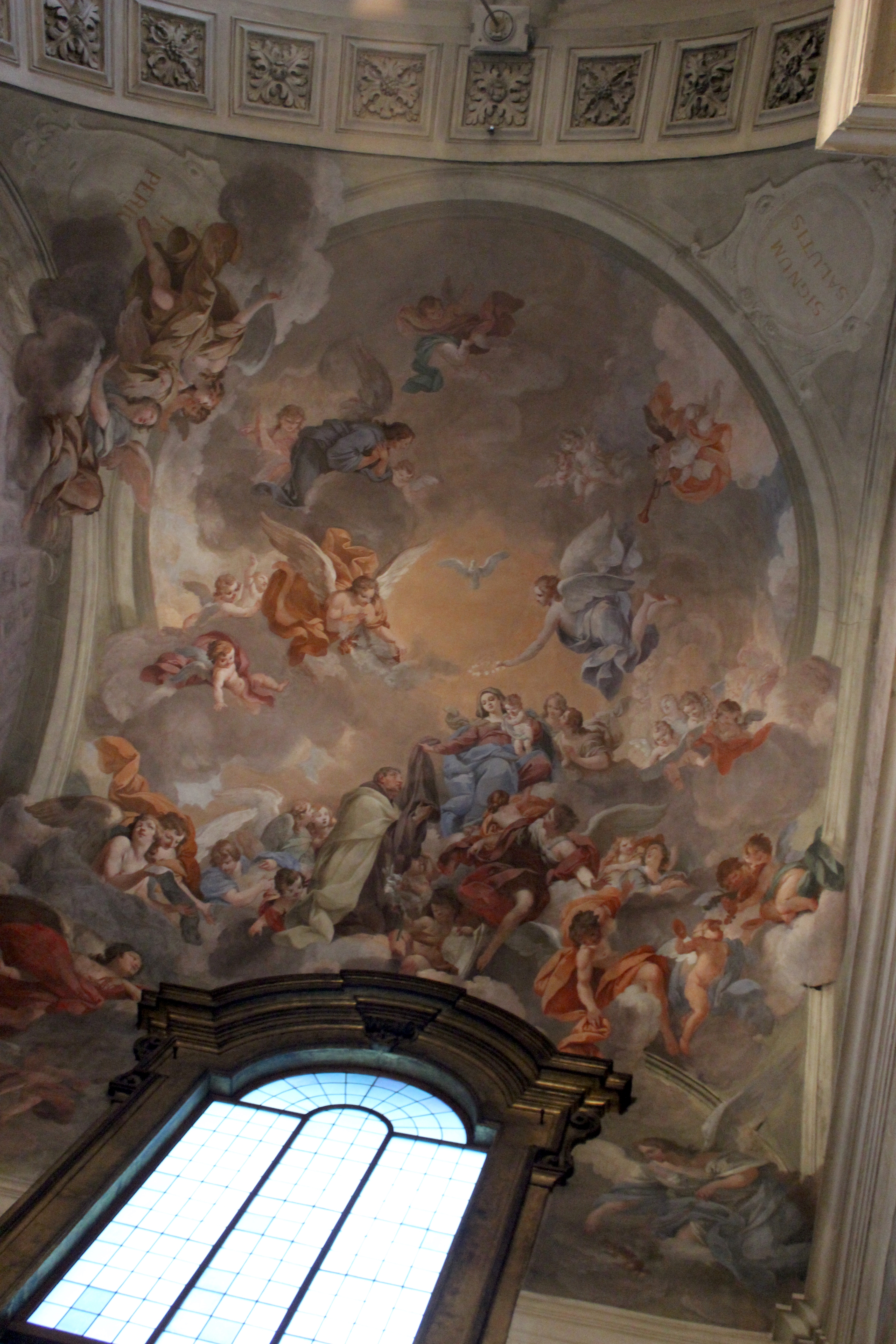
Dôme de Vincenzo Meucci.

Au XVIe siècle le patronage des Brancacci s'arrête et aucune famille ne prend le relais.
La première opération de nettoyage remonte à 1565, suivie d'une restauration en 1670-1674. À la fin du XVIIe siècle, la chapelle est ornée d'argent précieux et d'une corniche sculptée et dorée. Dans les années 1670, l'engouement pour la sculpture fait installer une balustrade de marbre et un nouvel autel pour accueillir la Madonna del Popolo. 
En 1690, le marquis Feroni, en accord avec les carmélites, planifie la transformation de la chapelle de gothique en baroque, afin de la mettre en harmonie avec la récente chapelle Corsini, mais le projet n'aboutit pas.
La couverture de la nudité des personnages avec des feuilles de palmier remonte aux environs de 1642, à l'époque du « très catholique » Cosme III de Médicis.
En 1746-1748, les voiles de la croisée d'ogives, peintes par Masolino avec les Quatre évangélistes, sont détruites pour créer un petit dôme, où Vincenzo Meucci peint la Vierge donnant le scapulaire à saint Simon Stock.  Sur les tympans, d'autres fresques, en fausse perspective, de Carlo Sacconi, occultent désormais celles de Masolino (Appel des saints Pierre et Paul et Pierre marchant sur les eaux). Les dernières qu'il ait peintes (Reniement de saint Pierre et Nourrissez mes brebis) ne sont plus connues que par leurs sinopie. La fenêtre à meneaux gothique est démantelée et une fenêtre baroque plus grande est installée, causant la destruction de la plupart des fresques dans la partie supérieure du mur du fond. À cette époque, un tabernacle de marbre massif est également dressé pour abriter la Madonna del Popolo, aujourd'hui enlevé.
La chapelle est endommagée par le grave incendie qui détruit la basilique en 1771, mais dans l'ensemble, les fresques sont bien conservées, malgré quelques inévitables dommages au plâtre et aux couleurs brûlées et noircies, qui ont fait l'objet d'une remise en état ultérieure. Le bois des cadres dorés séparant les fresques est détérioré. La Madone du XIIIe siècle est sauvée par pur hasard, après avoir été déplacée à l'intérieur du couvent pendant environ un an. En souvenir de l'incendie, les mots « SIGNUM SALUTIS IN PERICULIS » ont été ajoutés aux boucliers des pendentifs.
En 1780, les descendants des Brancacci, les marquis de Brancas désormais installés en France, signent leur renonciation officielle à leurs droits sur la chapelle, qui passe ainsi aux Riccardi (1782), qui effectuent quelques restaurations. Leurs armoiries (avec la clé) sont clairement visibles sur les côtés de l'autel actuel.

### Restauration

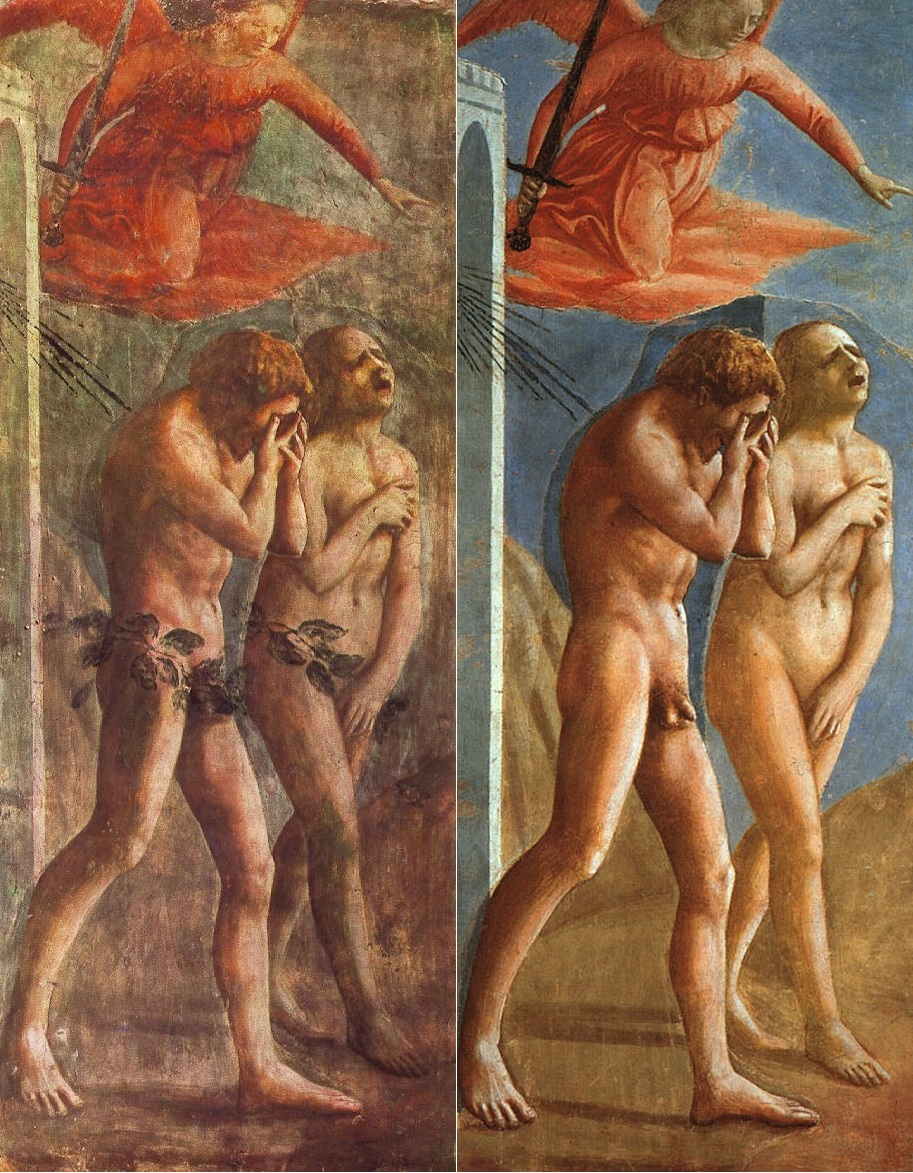
Adam et Ève chassés du Jardin d'Éden avant et après restauration.

En 1940, une restauration conservatrice des peintures, effectuée à base d'une « purée » protectrice à l'œuf et à la caséine, ravive la couleur (conservateur F. Fiscali). Entre-temps, une patine de saleté et un voile de noir de lampe avaient recouvert les couleurs d'origine à tel point que la considération de Masaccio en tant que peintre aux couleurs « pierreuses » avait fait son apparition, mais sa richesse plastique était toujours appréciée. Le travail de Masolino et Lippi était plutôt mal évalué. La lecture critique des contributions de Masaccio et Masolino est dominée par la confusion des deux jusqu'au milieu du XXe siècle.
La décision de procéder à une restauration est prise dès 1932, lorsque Ugo Procacci découvre sous deux dalles de marbre de l'autel du XVIIIe siècle quelques fragments de fresques non affectés par l'incendie et les restaurations, qui dévoilent la couleur brillante d'avant 1748. Les travaux de restauration ne commencent que dans les années 80, précédés d'un contrôle détaillé de l'état des fresques et des murs, afin de distinguer les parties d'origine. La restauration proprement dite a eu lieu entre 1983 et 1990, quand une chapelle « inédite » est révélée à l'étonnement général, restaurée aux couleurs éclatantes de Masaccio et aux couleurs claires et imprégnées de Masolino.
Au cours des recherches, les synopie de deux scènes sur le mur derrière l'autel, à côté de la fenêtre baroque, sont également découvertes, qui se réfèrent aux scènes détruites du Repentir de saint Pierre, probablement par Masaccio, et de l'Appel de saint Pierre, attribuable à Masolino. La main de Masaccio dans l'une des demi-lunettes est un indice fondamental prouvant la présence de l'artiste dès le début des travaux. Il ne reste rien des Évangélistes dans la voûte en croix ou dans les deux lunettes. Après le démontage du tabernacle de marbre (maintenant remonté dans une autre pièce du couvent), les rainures de la fenêtre à meneaux d'origine ont réapparu, où se trouvent des racèmes décoratifs et deux visages (masculin et féminin), dont les couleurs claires ont servi de base de comparaison pour la récupération des couleurs lors de la restauration. La découverte sur le mur sous la fenêtre d'un fragment pictural attribué au Crucifiement de saint Pierre, que Masaccio aurait peint au-dessus de la table de l'autel, est aussi très intéressante.
En ce qui concerne les scènes déjà visibles, cette restauration a permis la nouvelle lecture de l'intrigue picturale, la valeur des nus (affranchis du feuillage du XVIIIe siècle), du paysage, de la pureté des éléments tels que l'air et l'eau, des architectures et des visages qui avaient été cachés, ainsi que la redécouverte de l'équilibre substantiel entre les différentes interventions artistiques qui se sont produites au fil du temps.
Ces restaurations furent conduites conjointement par Umberto Baldini et Ornella Casazza, grâce au mécénat de la société Olivetti.

## Fresques de Masolino, Masaccio et Filippino Lippi

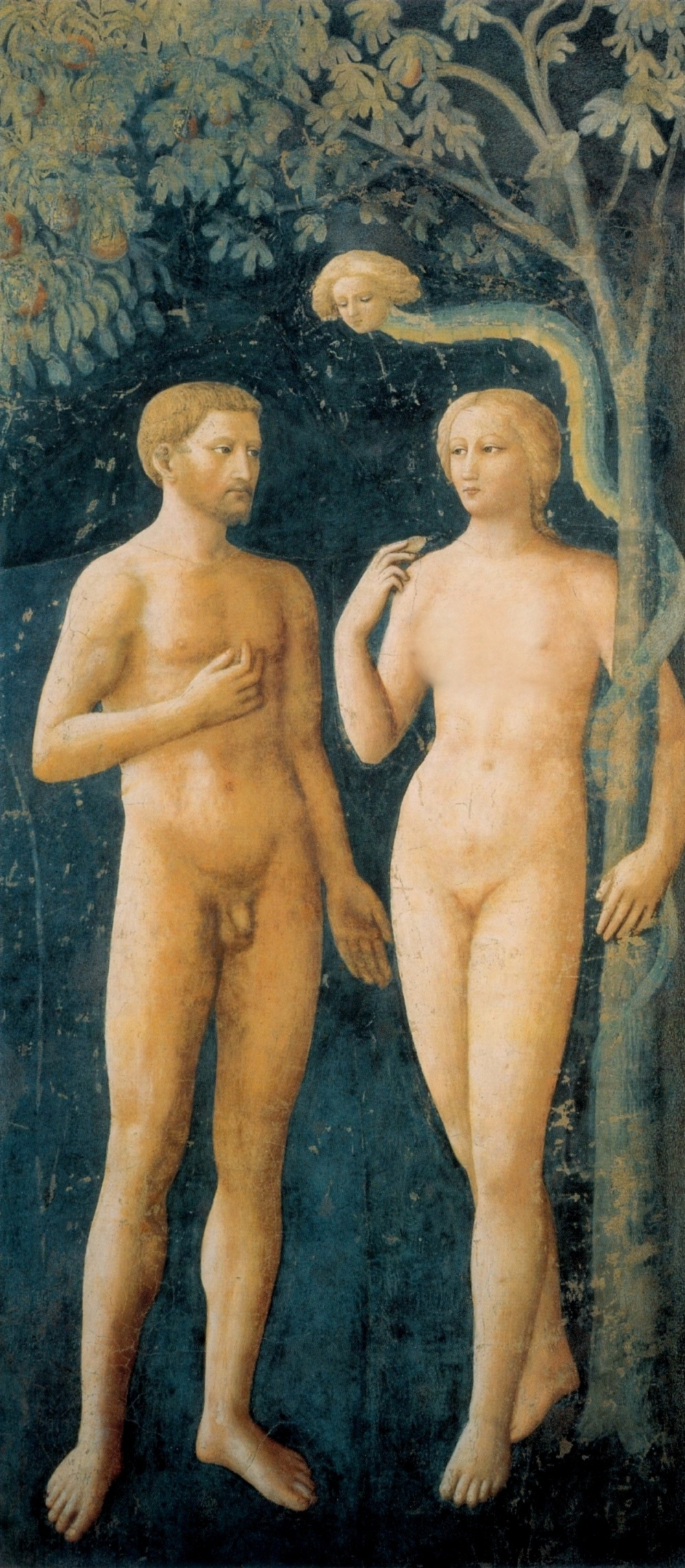
Masolino, La Tentation d'Adam et Ève.

### Choix iconographique
Le thème du décor est celui de l'historia salutis, c'est-à-dire l'histoire du salut de l'homme, du péché originel à l'intervention de Pierre, héritier direct du Christ et fondateur de l'Église romaine. Les sources du complexe sont la Genèse, les Évangiles, les Actes des Apôtres et la Légende dorée de Jacques de Voragine. Pierre est toujours reconnaissable dans les fresques par sa robe vert foncé, un manteau orange, ses cheveux blancs courts et une barbe.
La chapelle était à l'origine organisée sur trois registres, couverts par une voûte en croix où se trouvaient les quatre Évangélistes de Masolino dans les voiles, aujourd'hui remplacée par le dôme avec des fresques de Vincenzo Meucci. Les lunettes, également perdues, représentaient, selon le témoignage de Vasari, la Vocation de Pierre et André et la Navicella, probablement de Masolino.
Sur le mur du fond se trouvaient les Pleurs de Pierre après le triple déni ou la Repentance de Pierre (sinopia retrouvée) attribuée à Masaccio et Pasci i mes agnelli de Masolino (sinopia retrouvée).
Pierre Apôtre, premier pape, est le protecteur de Pietro Brancacci, le fondateur de la chapelle, et de la famille Brancacci en général. Il est également l'apôtre fondateur de l'Église romaine, dont le pouvoir est détenu par le pape, de sorte que la papauté elle-même est célébrée lorsqu'il est honoré, conformément à la politique philo-pontificale envers Martin V, partagée par la plupart des Florentins de l'époque et par les carmélites, propriétaires de l'église Santa Maria del Carmine. La présence de scènes de la Genèse (Péché Originel et Expulsion du paradis terrestre) est liée au thème du salut de l'humanité opéré par le Seigneur précisément à travers Pierre.
La juxtaposition des histoires de Pierre à celles de la Genèse pourrait également être lue comme un parallèle entre la création de Dieu et la création de l'Église et de la papauté par Pierre, parallèle avec la recréation par Martin V de la scène romaine après le Grand Schisme d'Occident.
Il semble que certaines scènes, rares dans d'autres cycles picturaux, aient été choisies pour exprimer un avis sur l'institution du cadastre florentin, déjà dans l'air à l'époque (il a été commencé en 1427), avec lequel est introduite, pour la première fois en Italie, une fiscalité proportionnelle basée sur le revenu, qui touchait  davantage les familles très riches de la bourgeoisie de commerçants et de banquiers. En ce sens, des scènes telles que le Paiement de tribut et la Distribution de l'aumône et la mort d'Ananie semblent avoir été peintes précisément pour réaffirmer la nécessité civile et religieuse de payer des impôts pour le bien de toute la communauté.

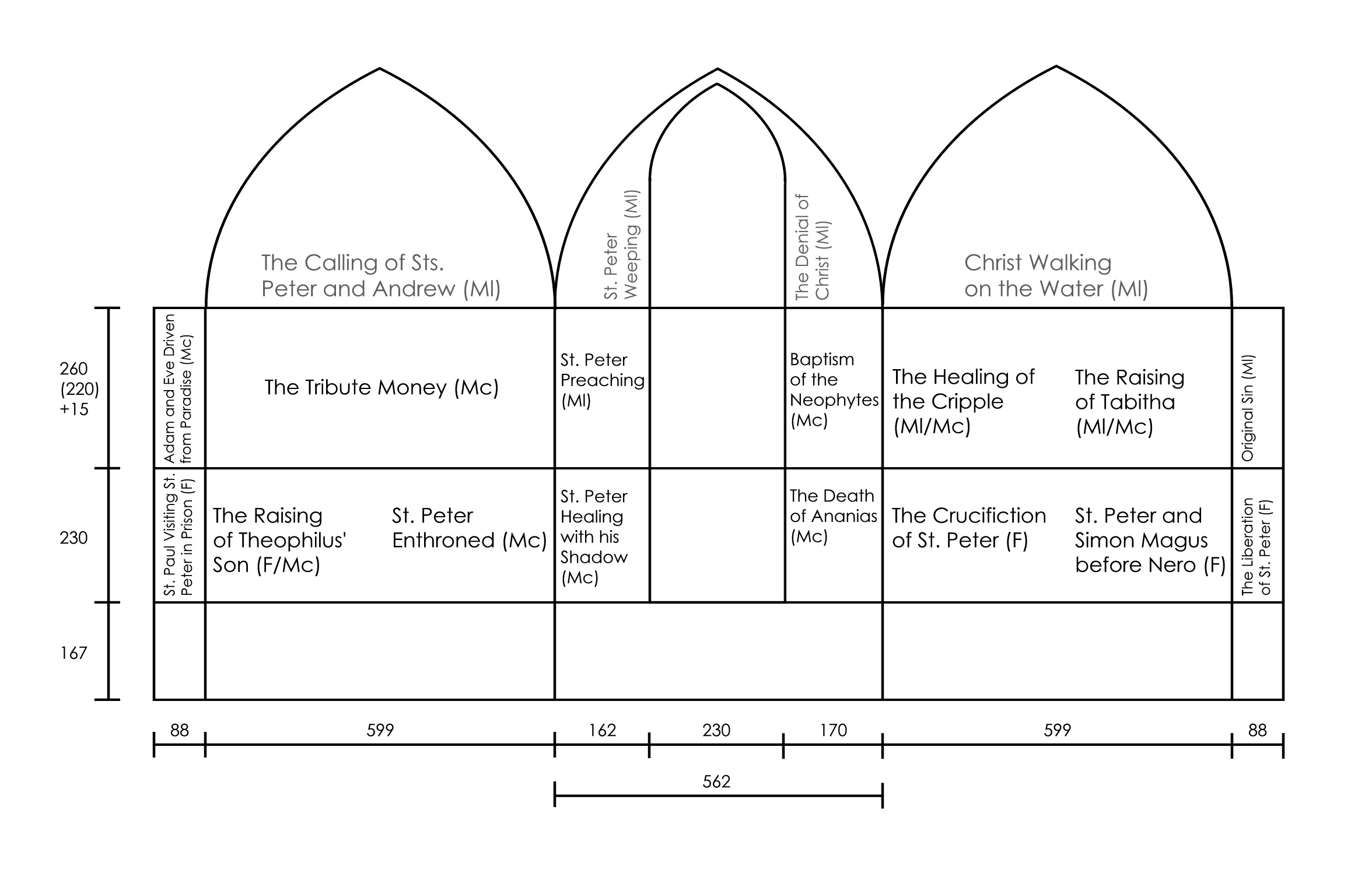
Schéma des fresques (cotes en cm).

### Registre supérieur

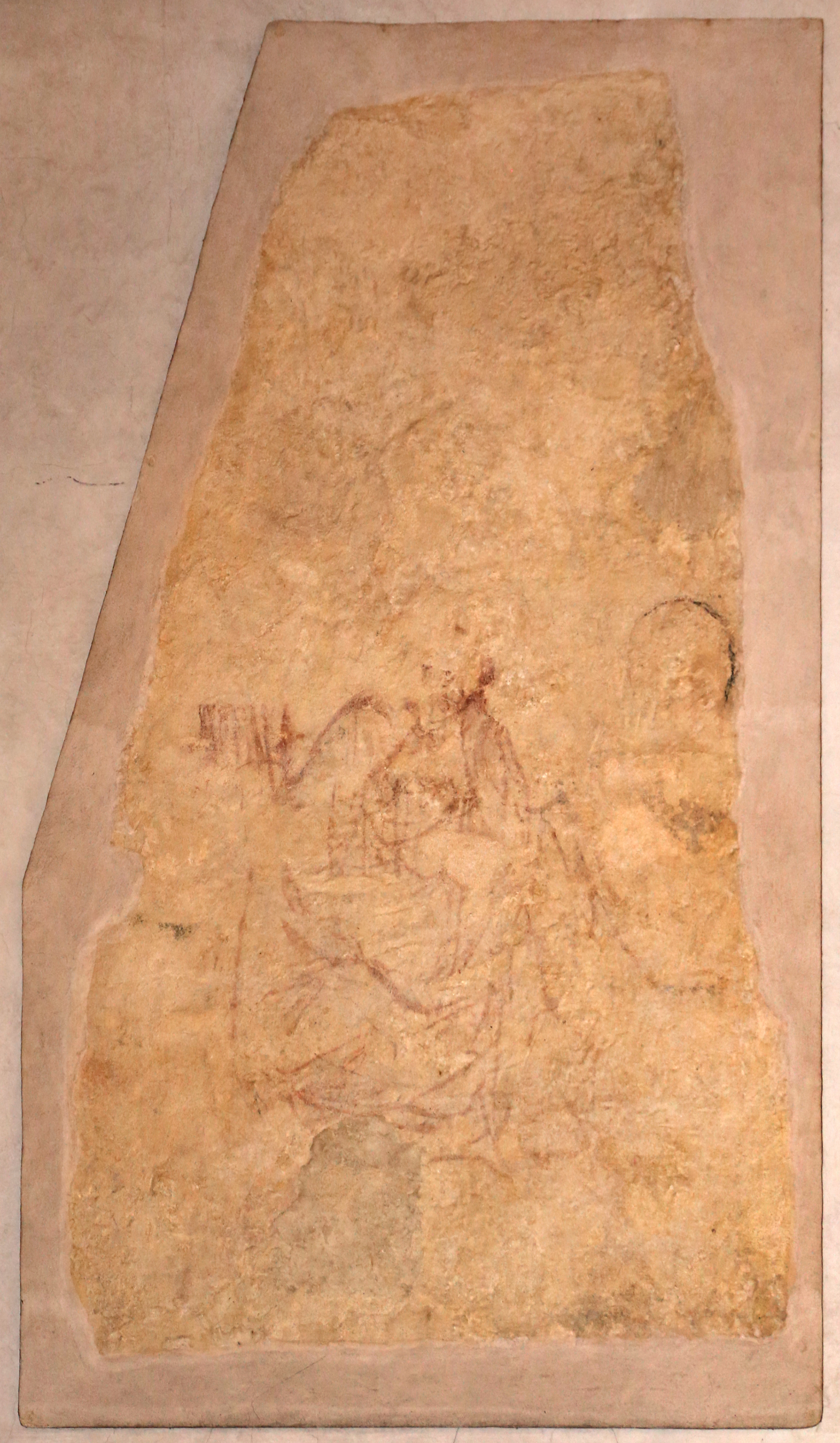
Masaccio (attr.), sinopia de la Repentance de Pierre, 1425-26 ca.

#### Appel des saints Pierre et André
Dans la lunette de gauche, détruite en 1746-1748, Masolino avait peint l'Appel des saints Pierre et André, ou  la Vocation, connue à travers les allusions d'anciens témoins (Vasari, Bocchi et Baldinucci). Roberto Longhi a été le premier à identifier une image de cette fresque perdue dans un dessin ultérieur, qui ne respecte pas la forme de la courbure supérieure de la lunette, mais apparaît aujourd'hui comme une hypothèse très probable. Dans cette scène, Masolino avait divisé sa composition en deux étendues : la mer et le ciel.

#### Le Navicella
Sur la lunette opposée se trouvait la fresque de la Navicella, titre traditionnel d'une scène dans laquelle le Christ, marchant sur l'eau, sauve Pierre dans une barque, des vagues d'une tempête. Cette lunette propose donc de nouveau un paysage marin, s'équilibrant avec la scène de l'autre côté et créant une sorte de parabole de la Création comme décrit dans la Genèse : des cieux des évangélistes dans la voûte, aux mers du registre supérieur, aux terres et villes des registres moyen et inférieur, le regard du spectateur était ainsi amené à passer du Ciel à son propre monde.
Des sources anciennes attribuent cette lunette à Masolino, mais, suivant le modèle de l'alternance des mains des deux artistes sur l'échafaudage, certains pensent qu'elle peut avoir été peinte par Masaccio.

#### La Repentance de Pierre
Le Repentance de Pierre se trouve dans la demi-lune gauche du registre supérieur. Le dessin préparatoire (très schématique) de la sinopia a été retrouvé. La scène est attribuée à Masaccio, sur la base d'une plus grande incisivité dans la ligne par rapport aux œuvres de Masolino et compte tenu de l'alternance des mains des artistes dans le décor.

#### Pasce oves mes
En 1984, la sinopia d'une fresque reconnue comme la Pasce oves Meas (Nourris mes agneaux ou Mission de saint Pierre) a été retrouvée dans la demi-lune droite du registre supérieur, grâce à la découverte, après nettoyage, de quatre moutons. L'épisode dépeint Jésus confiant à Pierre la tâche de pasteur universel (Jean XXI, 1523).
La scène, comparable aux sinopie des fresques d'Empoli, est unanimement attribuée à Masolino.

### Registre médian

#### La Tentation d'Adam et Ève, Masolino (I)

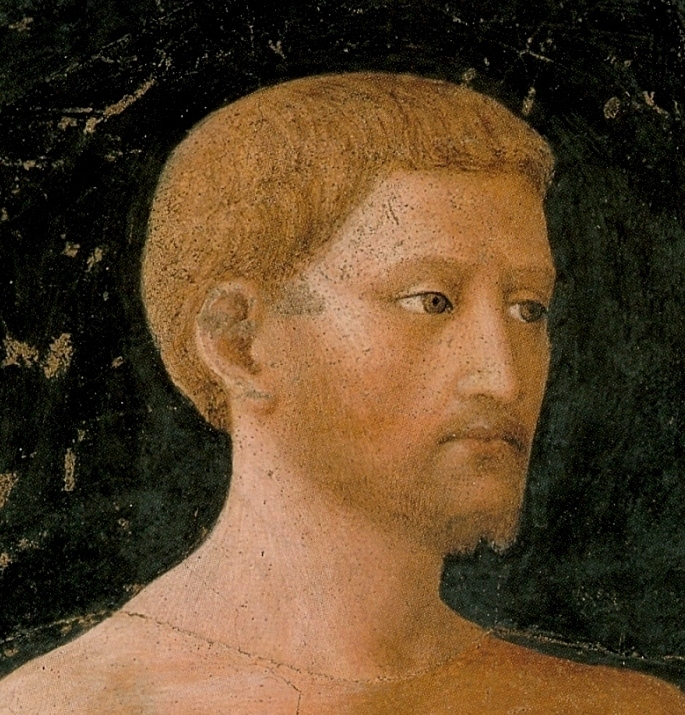
Masolino, La tentation d'Adam et Ève, détail.

Le cycle commence, à gauche, par la scène de la Tentation d'Adam et Ève par Masolino, placée dans un espace haut et étroit dans l'épaisseur de l'arc qui délimite la chapelle. Cette scène et celle symétrique du côté opposé (l'Expulsion) sont l'arrière-plan de l'histoire, qui montre le moment où l'homme rompt son amitié avec Dieu, qui seront ensuite réconciliés par le Christ avec la médiation de saint Pierre.
Adam est présenté debout à côté d'Ève. Ils se regardent avec des gestes mesurés alors qu'Ève s'apprête à mordre dans le fruit défendu que le serpent vient de lui offrir depuis l'arbre où elle repose son bras. Le serpent a une tête dotée d'une épaisse chevelure blonde, très idéalisée.
C'est une scène courtoise, avec les gestes et le style de l'atmosphère « courtoise » du gothique tardif. Autrefois, cette influence était encore plus accentuée par la richesse presque calligraphique des feuillages et des herbes en arrière-plan qui ont aujourd'hui disparu. La lumière, qui façonne les personnages sans dureté, est douce et enveloppante ; le fond sombre fait ressortir leur plasticité sensuelle, les laissant comme suspendus dans l'espace.
Mais surtout, la figure d'Adam montre une adhésion à un certain canon classique de la beauté, rappelant l'antiquité.

#### Adam et Ève chassés de l'Éden, Masaccio (II)

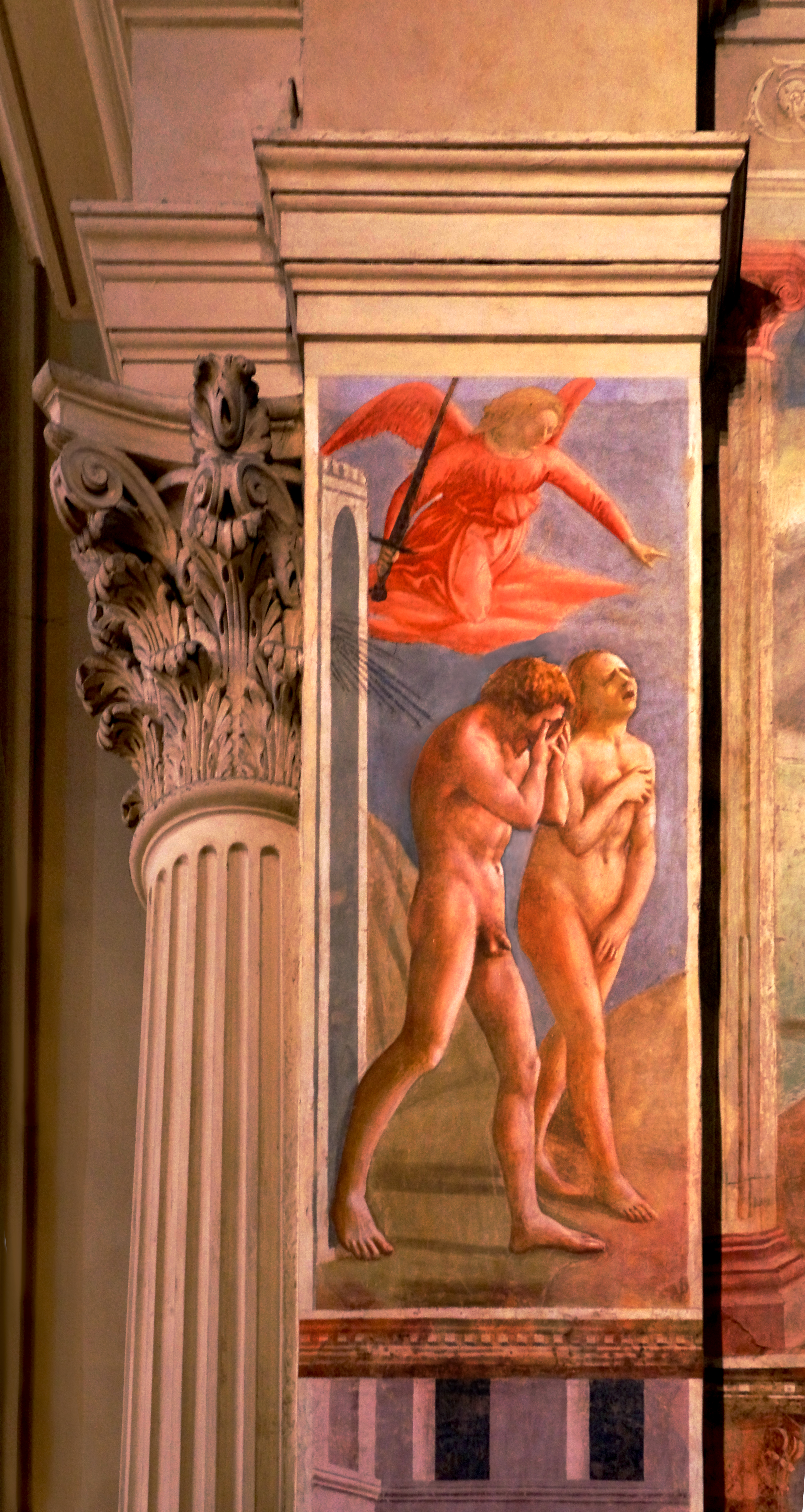
Masaccio, Adam et Ève chassés de l'Éden.

De l'autre côté, à droite, dans une position en miroir, se trouve l'autre scène de la Genèse avec l'Expulsion du paradis, le  chef-d'œuvre de Masaccio. Dans cette œuvre, en véritable rupture par rapport à la veine gothique tardive, le sang-froid de Masaccio a disparu et les personnages sont dépeints dans un sombre désespoir, alourdis sous l'ange qui, l'épée tirée, les expulse avec une volonté péremptoire et une intensité jusqu'ici sans précédent dans la peinture.
Les gestes sont éloquents : alors qu'ils quittent la porte du Ciel, d'où viennent quelques rayons divins, Adam se couvre le visage de ses mains de désespoir et de culpabilité ; Eve cache sa nudité avec honte et hurle, avec une expression douloureuse sur le visage. Au-dessus, l'ange de la justice, avec son épée, leur montre durement le chemin.
La très forte plasticité des corps, en particulier celle d'Adam, donne une épaisseur jamais vue auparavant aux figures fermement insérées au sol, sur lesquelles se projettent les ombres de l'éclairage violent qui façonne les corps.
Ils semblent émerger du mur inondé par la lumière vive qui vient de la droite comme cela se produit réellement depuis la fenêtre de la chapelle. Adam est penché la tête en avant avec angoisse, marchant dans le désert aride du monde. Les corps sont volontairement massifs, maladroits, réalistes, avec quelques erreurs (comme la cheville d'Adam) qui, cependant, ne font qu'augmenter l'immédiateté expressive de l'ensemble.
Il y a beaucoup de détails de grande épaisseur, des cheveux mouillés et collants d'Adam (sur Terre, il va vers la fatigue et la saleté), à la mise en scène de la figure de l'ange, peinte en raccourci comme s'il tombait d'une hauteur. La pose d'Eve est inspirée de l'antiquité (Aphrodite pudique), peut-être vue par Masaccio chez Giovanni Pisano (Prudence dans la chaire de la cathédrale de Pise).
Les feuilles de palmiers qui recouvraient la nudité d'Adam et Eve ont été enlevées lors de la restauration de 1990.
La chapelle est rapidement célèbre du fait des innovations du jeune Masaccio qui, notamment, n'hésite pas à représenter la souffrance exacerbée sur le visage d'Ève chassée du Paradis. Selon Vasari, la plupart des grands peintres et sculpteurs de la Renaissance florentine sont venus y étudier ces innovations Par la suite, des branches d'olivier furent peintes sur la nudité d'Adam et d'Ève. Restaurée entre 1984 et 1988, la composition retrouve son aspect d'origine. Elle est remarquable notamment par le brio de son clair-obscur et l'application des lois de la perspective, découvertes par Filippo Brunelleschi.
Masaccio est ici le premier à utiliser l'un des outils du nouvel espace figuratif, déjà assimilé par Giotto : la lumière, venant d'une source précise et éclairant obliquement personnages et objets. Tous les personnages sont éclairés par un foyer lumineux unique pour toutes les fresques, et cette lumière fictive se confond avec la lumière réelle entrant dans la chapelle depuis la fenêtre située dans le mur du fond.

#### Le Paiement du tribut, Masaccio (V)

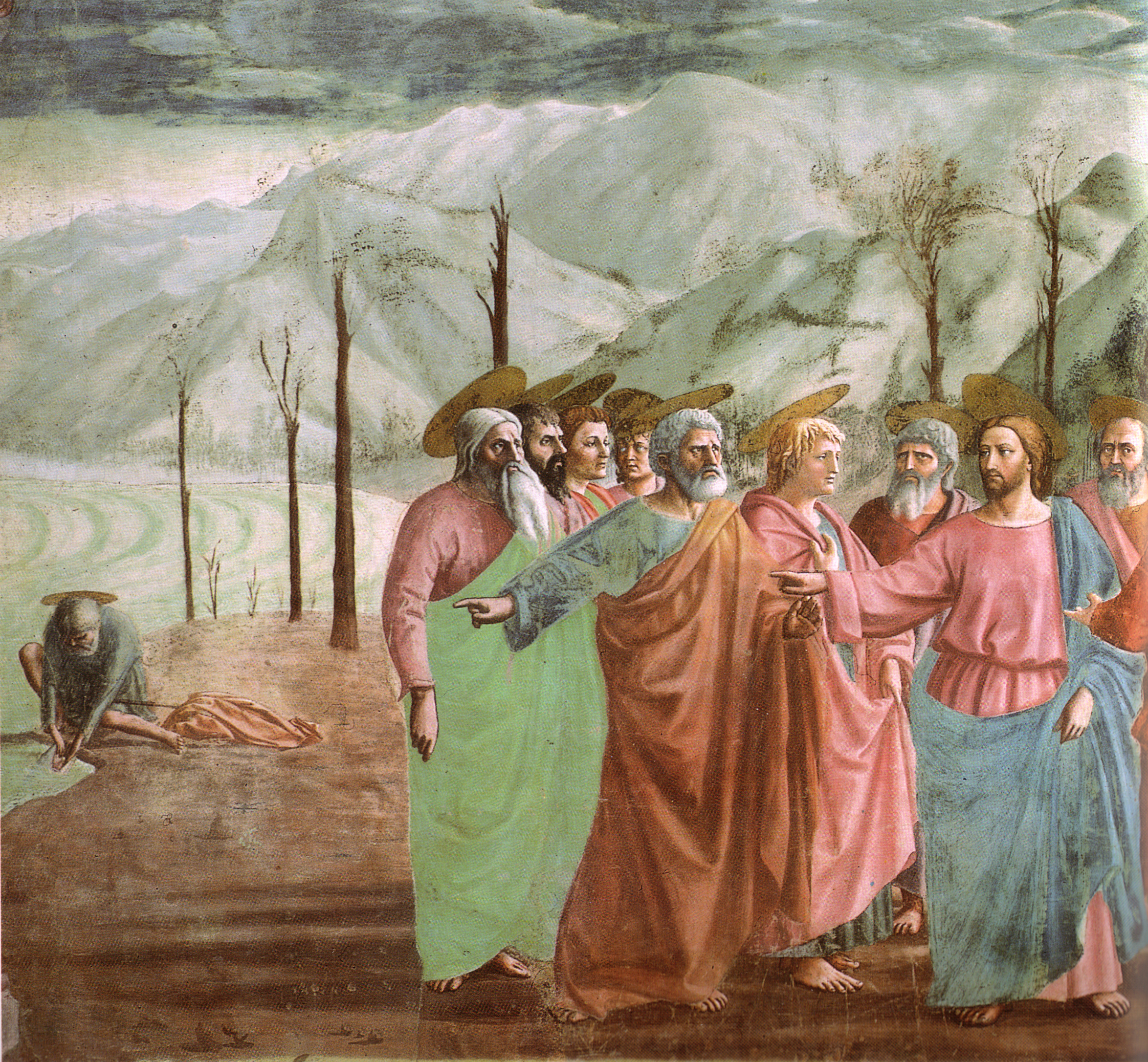
Masaccio, Le Paiement du tribut, détail.

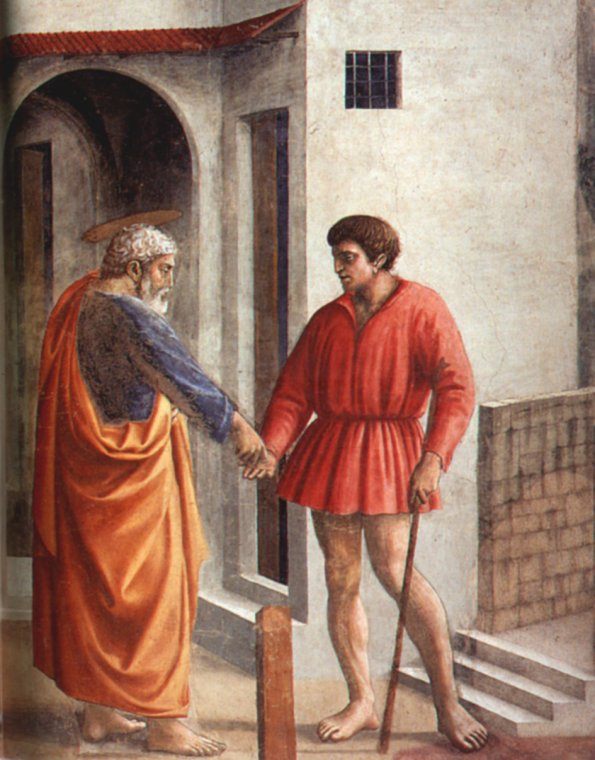
Masaccio, Le Paiement du tribut, détail.

La narration se poursuit à côté d'Adam et Ève chassés du jardin d'Eden, sur le registre supérieur du mur de gauche, avec la grande scène du Paiement du tribut, universellement reconnue comme l'une des plus hautes expressions de l'art de Masaccio, datable de 1425 et réalisée en 32 « jours ».
Cet épisode s’inspire de l'Évangile selon Matthieu (Mt 17, 24-27). Alors qu'ils se trouvent dans la cité de Capharnaüm, le Christ et ses Apôtres sont abordés par un collecteur d’impôt, qui leur réclame le tribut dû au Temple. Jésus tout en suggérant qu'il n'est pas tenu de le payer, en tant que fils de Dieu, dit à Pierre : « Va à la mer, jette l'hameçon, tire le premier poisson qui montera. En lui ouvrant la bouche, tu y trouveras un statère ; prends-le et donne-le leur pour moi et pour toi. » 
Pierre est visible à gauche, petit car il est mis en perspective, plié de manière expressive pour récupérer la pièce du poisson après avoir posé sa toge sur le sol (la disposition réaliste et expressive des jambes de l'apôtre est à noter). Le groupe central montre Jésus, au centre, pointant vers Pierre la rive du lac, entouré des douze apôtres dans un halo (une composition probablement inspirée du groupe des Quatre Saints couronnés de Nanni di Banco), tandis que parmi ceux qui sont devant, par derrière, le percepteur manifeste clairement sa demande d'argent en tendant la main ouverte et en montrant de l'autre la porte de la ville. Enfin, à droite, on voit Pierre remettre la pièce au percepteur avec une certaine solennité.
Dans le groupe des apôtres, la figure de droite, vêtue de bordeaux, qui apparaît avec les traits bien définis, une tignasse et une barbe, est emblématique. Selon certains, il pourrait s'agir de l'autoportrait de Masaccio (que d'autres identifient plutôt dans la scène en dessous), tandis que d'autres l'indiquent comme un portrait possible du client Felice Brancacci.
Cette célèbre scène est composée de trois épisodes dans le temps présentés dans un seul espace scénique, au sein d'un même paysage. Elle est rythmée par une série de bois et de montagnes qui se fondent à l'horizon, tandis qu'à droite se trouvent les murs de la ville constitués de jeux contrastés entre vide et plein (la loggia en saillie, les auvents, etc.). Le traitement réaliste du paysage est également nouveau, en particulier dans les montagnes herbeuses qui s'estompent au loin : rien de plus différent des roches acérées utilisées par  Giotto et ses disciples suivant la tradition byzantine. La perspective est donc unique (le point de fuite est derrière la tête du Christ), mais aussi la lumière, avec les ombres déterminées par l'inclinaison des rayons du soleil. Le groupe des apôtres est disposé de manière cohérente dans l'espace autour du Christ et leur ensemble semble vouloir réaffirmer la volonté de l'homme et sa centralité.
À droite, les deux figures monumentales de Pierre et du collecteur d'impôts sont fermement plantées au sol et la masse plastique est parfaitement développée par le clair-obscur.
Le choix de la scène du Paiement est rarement représenté par les artistes dans les Histoires de Pierre et sa présence, ainsi que la célébration de la sagesse divine, fait probablement allusion à l'institution du cadastre qui aurait lieu peu après (1427), mais qui était déjà dans l'air : de même que le Christ accepte la logique terrestre de payer un tribut, les citoyens doivent se soumettre à l'obligation civique de payer les impôts requis.

#### La Prédication de saint Pierre, Masolino (IX)

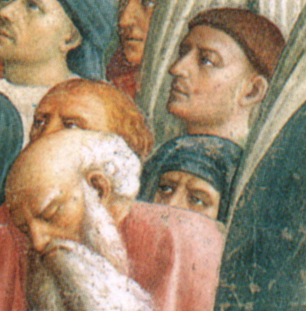
Masolino, La Prédication de saint Pierre, détail.

La scène suivante, sur le mur derrière l'autel, est sur le même registre et montre la Prédication de saint Pierre de Masolino, qu'il a réalisée en huit jours. Pierre est représenté devant une foule tandis que, d'un geste éloquent, il prêche. Les expressions des spectateurs sont variées, de la douce attention de la religieuse voilée au premier plan, à la léthargie de la fille et du vieil homme à barbe, à la peur de la femme en arrière-plan, dont les seuls yeux froncés sont visibles. Les montagnes semblent continuer la scène précédente du Tribut, dans une unité spatiale qui est la prérogative de Masaccio.
Les trois visages de jeunes gens derrière le saint sont probablement des portraits de contemporains, ainsi que les deux frères à droite qui, dans le passé, ont été attribués à Masaccio.

#### Le Baptême des néophytes, Masaccio (X)

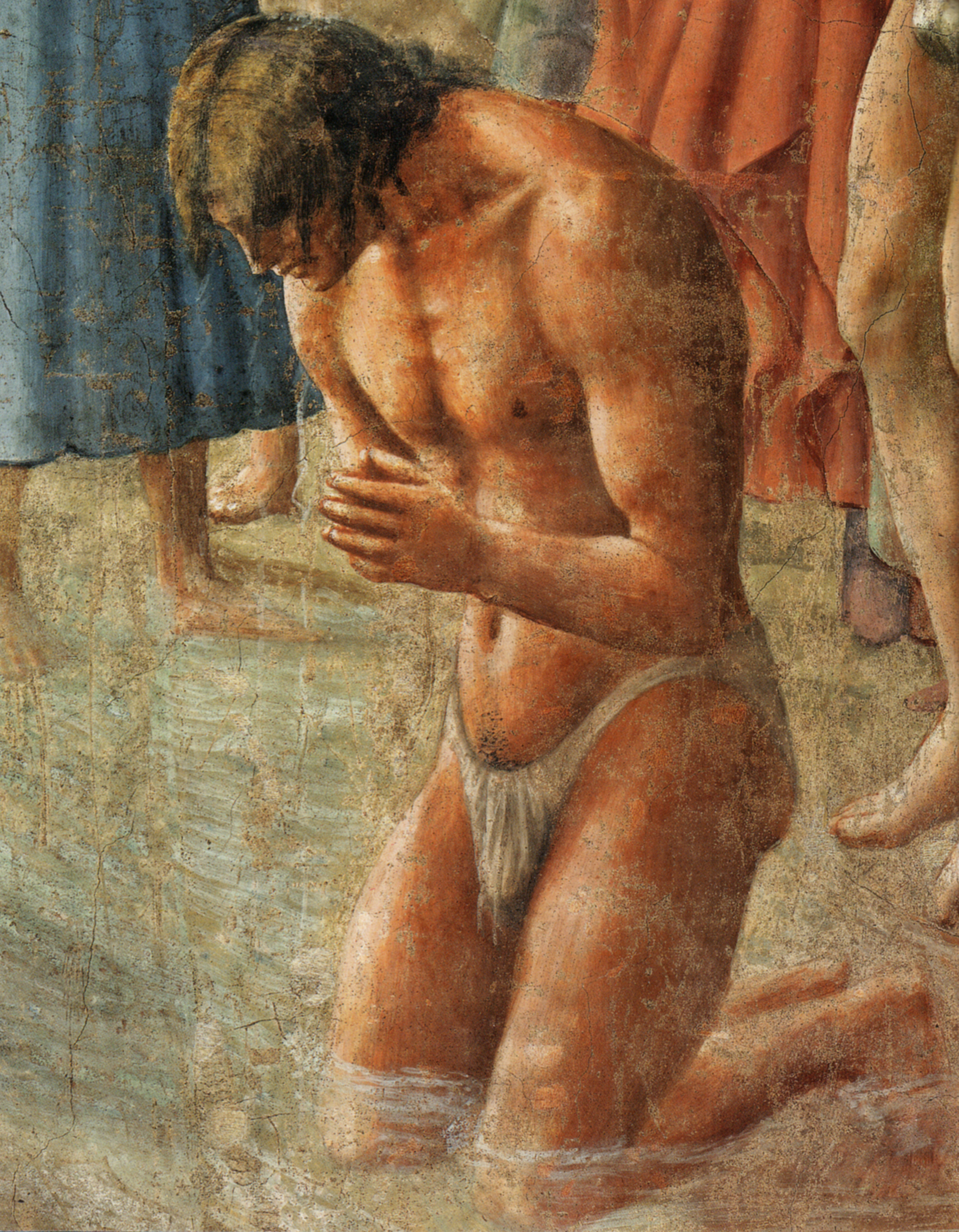
Masaccio, Le Baptême des néophytes, détail

En continuant vers la droite, au-delà de la fenêtre, le Baptême des néophytes de Masaccio, est situé dans une vallée entre des collines escarpées. La lumière vient de la gauche : la fenêtre est maintenant de ce côté.
Des jeunes se préparent à recevoir le baptême de Pierre : l'un est à genoux dans la rivière et le reçoit les mains jointes (avec un corps à l'anatomie magnifiquement modelée), un autre, déjà dépouillé attend de se couvrir de ses bras en tremblant de froid (figure d'un grand réalisme noté par Vasari), un troisième se déshabille. Un quatrième encore, pieds nus et la tête visiblement mouillée, se rhabille et boutonne sa tunique bleue. Pierre fait un geste énergique et éloquent (la cuvette effectue une rotation dans le sens le plus favorable à la perception du spectateur). Une foule y assiste, parmi laquelle certainement des personnages figurant des contemporains.
La sensation de l'eau et l'effet mouillé sur les cheveux et la culotte du garçon à genoux, sont particulièrement réussis.
Les deux personnages derrière Pierre sont ceux restés recouverts depuis 1748, permettant aux restaurateurs de voir à quoi ressemblaient les fresques avant l'incendie et les restaurations.

#### La Guérison de l'infirme et la résurrection de Tabitha, Masolino et Masaccio pour les arrière-plans (VI)
Le grand panneau suivant du registre supérieur du mur droit est l'œuvre de Masolino et montre deux miracles, la Guérison de l'infirme et la résurrection de Tabitha, qui selon les Actes ont eu lieu respectivement à Jérusalem et Jaffa, mais qui sont ici présentés dans le même espace.
Sur la gauche, saint Pierre et saint Jean guérissent miraculeusement un infirme devant une loggia en perspective. Sur la droite au contraire, près d'une maison, saint Pierre ressuscite Tabitha en la bénissant. Le centre de la scène est occupé par une vue de Florence de l'époque avec une place en perspective (Piazza della Signoria ?) surplombée par des maisons crénelées avec des perches suspendues entre les fenêtres. Au premier plan, deux bourgeois richement habillés marchent, indifférents à ce qui se passe autour. La vie quotidienne est racontée en détail, des objets suspendus aux fenêtres aux passants en arrière-plan. La richesse chromatique et l'attention extérieure portée aux détails agréables (tels que les robes, les coiffes) sont proches du style de Gentile da Fabriano et ne pourraient être plus éloignées du style pur et « sanza ornato » de Masaccio.
La précision de la perspective du fond avait incité Roberto Longhi à attribuer cette zone au dessin de Masaccio, hypothèse désormais largement écartée : on y voit plutôt la volonté de Masolino de s'adapter aux nouveautés de Masaccio, un peu comme ce qui s'est passé en sculpture avec les innovations de Lorenzo Ghiberti et Donatello .

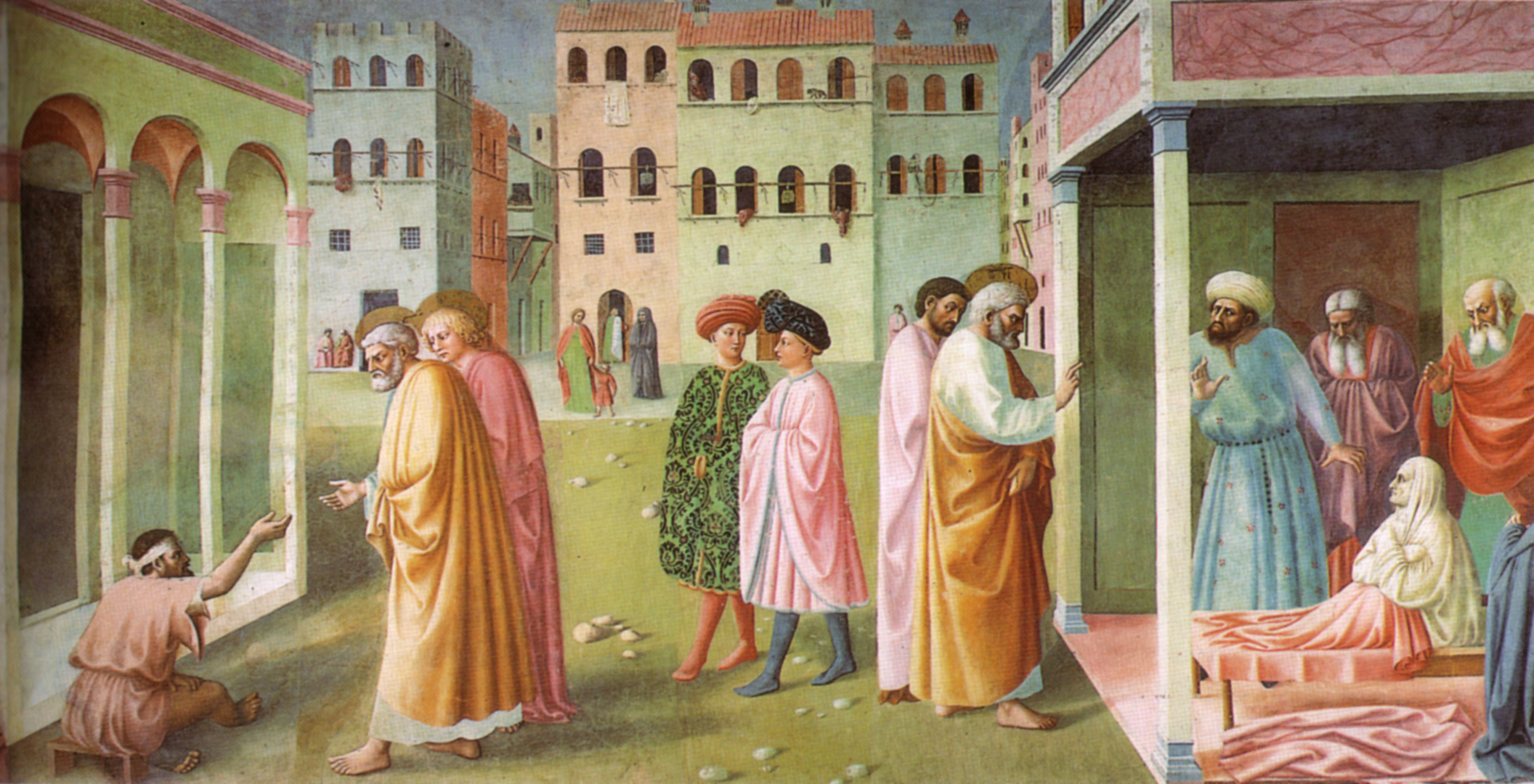
Masolino, Guérison de l'infirme et la résurrection de Tabitha.

### Registre inférieur
Le registre inférieur est le dernier à être achevé. Des changements interviennent, dus à l'absence de Masolino, à l'évolution du style de Masaccio qui y travaille après avoir séjourné à Pise et, évidemment, à l'intervention de Filippino Lippi.

#### Résurrection du fils de Théophile et saint Pierre en chaire, Masolino et Filippino Lippi (XV)

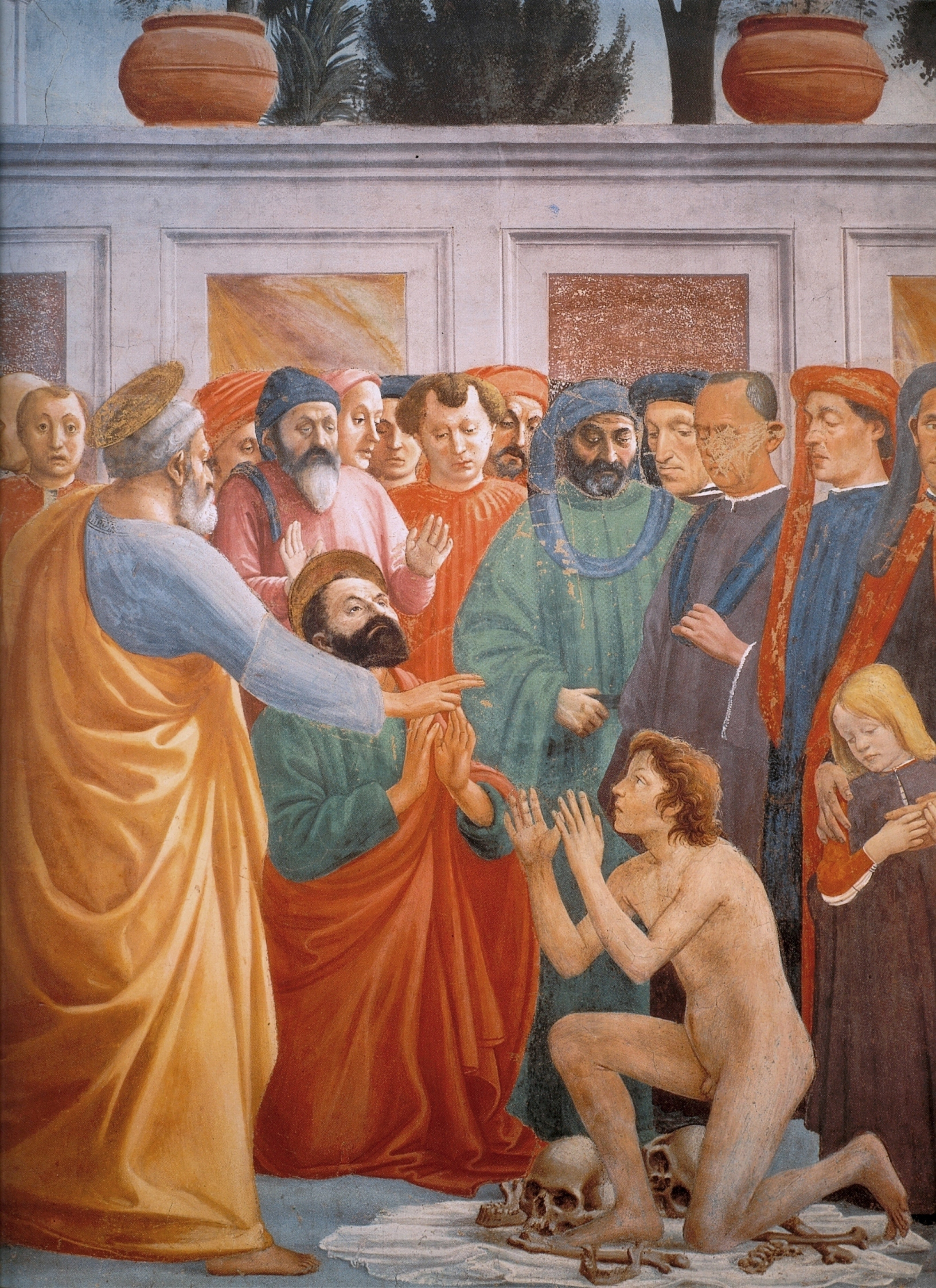
Masaccio, Résurrection du fils de Théophile et saint Pierre en chaire, détail.

La grande scène suivante, sur le mur de gauche, est celle de la Résurrection du fils de Théophile et saint Pierre en chaire, réalisée à moitié par Masaccio (qui y travailla en 1427) et à moitié par Filippino Lippi, témoignant de l'endroit où le travail a été interrompu. Le premier maître a réalisé la scène centrale, du personnage assis au personnage debout en robe verte (y compris saint Paul à genoux), et la plupart de la scène de la chaire, des moines carmélites (à l'exclusion du visage de celui à genoux) à Pierre, jusqu'à l'extrémité ; les cinq Florentins de gauche sont de Filippino, tout comme le groupe central comprenant le garçon ressuscité et l'enfant, ainsi que la figure du moine agenouillé, ostensiblement remplacée. La scène avait été largement peinte par Masaccio, mais la présence de personnages s'opposant aux Médicis ou indésirables pour d'autres raisons, avait rendu nécessaire de reprendre partiellement le groupe central : il devait y avoir de nombreux portraits de la famille Brancacci, remplacés par Filippino par des membres des grandes familles de l'Oltrarno à l'époque de Laurent le Magnifique, comme les Soderini, les Pulci, les Guicciardini, les Pugliese, ainsi que d'autres notables du cercle des Médicis.
L'architecture est de Masaccio, avec l'invention du mur avec des miroirs en marbre au-delà desquels des arbres et des vases sont visibles, qui sera rapidement reprise par Domenico Veneziano, Andrea del Castagno, Alesso Baldovinetti et Domenico Ghirlandaio.
De grandes lacunes ont été intégrées lors de la dernière restauration, comme dans la partie inférieure du Saint Pierre en chaire.
De nombreux personnages de l'époque ont été identifiés. Le groupe à l'extrême droite montrerait Filippo Brunelleschi, Leon Battista Alberti, Masaccio et Masolino ; le carmélite corpulent debout, à droite de la personne âgée, pourrait être un portrait du jeune Filippo Lippi, un des premiers élèves de Masaccio et père de Filippino ; l'enfant ressuscité est indiqué par Vasari comme un portrait du futur peintre, Francesco Granacci, âgé de quinze ans, ce qui permettrait de dater l'intervention de Filippino en 1485 ; le carmélite de gauche pourrait être le cardinal Branda Castiglione ; sur le côté opposé, Théophile dans le fauteuil serait Gian Galeazzo Visconti et la silhouette encapuchonnée en dessous de lui Coluccio Salutati.

#### Saint Pierre guérit des malades avec son ombre, Masaccio (XI)

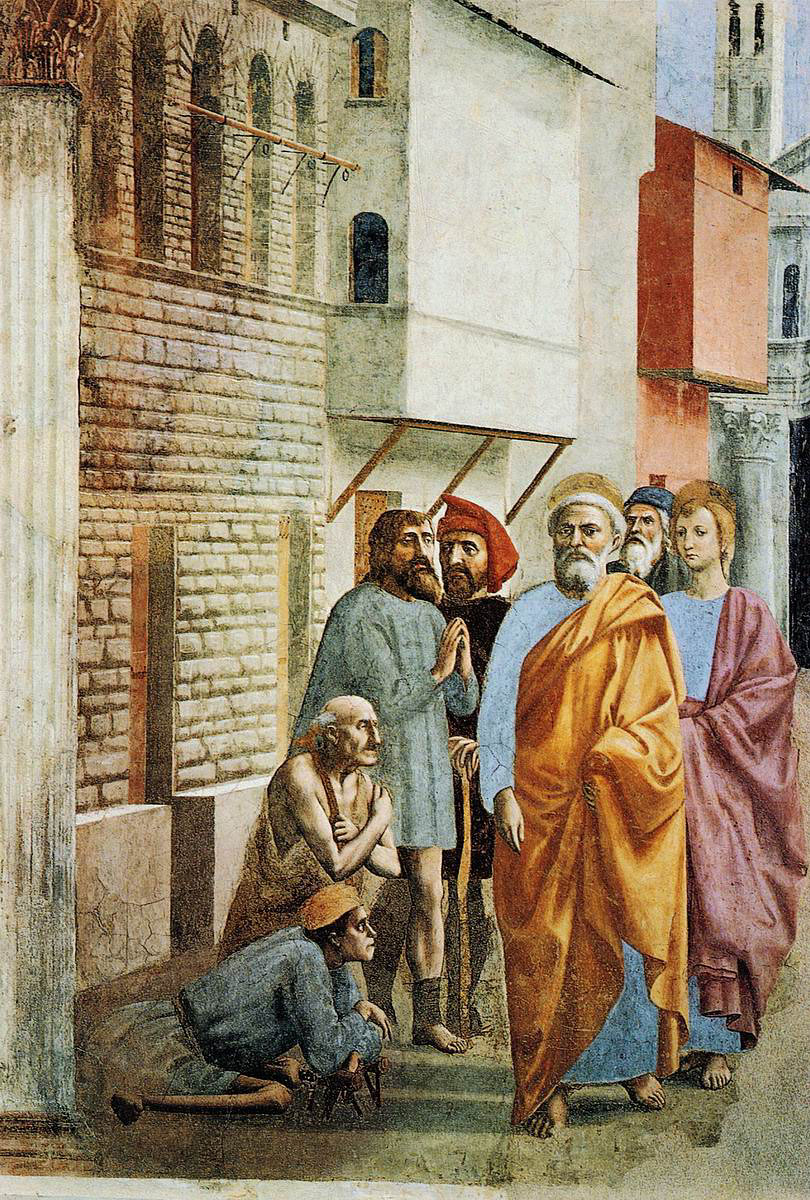
Masaccio, Saint Pierre guérissant les malades avec son ombre.

La scène suivante, vers la droite, est Saint Pierre guérissant les malades avec son ombre de Masaccio.
La composition est très parlante : saint Pierre, suivi de saint Jean, marche dans la rue et au passage de son ombre, un groupe de malades guérit. Deux sont déjà debout pour le remercier, un se lève et un quatrième, aux jambes encore déformées, est toujours accroupi sur le sol et regarde le saint avec appréhension. Le personnage au bonnet rouge a été identifié comme étant un portrait de Masolino, tandis que saint Jean peut cacher un portrait du frère de Masaccio, Le Scheggia, suivi d'un vieil homme barbu (Bicci di Lorenzo ?) ; l'homme au bonnet rouge qui tient son bâton, a été indiqué comme un possible portrait de Donatello, tandis que l'homme barbu ressemble à l'un des mages du polyptyque de Pise de Masaccio.
La partie à l'extrême gauche était cachée sous le marbre de l'ancien autel, avec le prolongement en perspective de la rue vers une église avec une belle colonne corinthienne et un clocher. L'architecture se poursuit dans l'ouverture de la fenêtre avec un effet optique audacieux. Cette scène et la suivante (Distribution de l'aumône) sont liées par des relations formelles et des perspectives strictes, avec la coupe oblique des compositions se déroulant dans les rues d'une ville, probablement Florence. Certains ont même émis l'hypothèse que la rue de cette scène, avec le bâtiment rustique et l'église en arrière-plan, est le Borgo degli Albizzi et le San Pier Maggiore détruit, avec son clocher-mur, où vivaient les alliés des Brancacci.
Juste au-dessus, des racèmes décoratifs et deux visages (masculin et féminin) ont été retrouvés, tous deux de Masolino selon Boskovits, mais le visage masculin de droite appartient peut-être à Masaccio (Baldini).

#### Le Crucifiement de Pierre, Masaccio (XVI)
À l'origine, sur le mur derrière l'autel, sous la fenêtre (qui autrefois était plus petite et plus haute qu'aujourd'hui), devait se trouver Le Crucifiement de Pierre de Masaccio, où toutes les lignes de perspective des fresques devaient converger.et qui était le pivot de tout le cycle. Le point de fuite aurait probablement été derrière le visage de Pierre, crucifié à l'envers.
Seuls deux fragments de chaque côté de la scène ont été découverts. La scène a probablement été détruite entre l'année de la condamnation de Felice Brancacci (1435) et l'année où il a été déclaré rebelle (1458). La destruction a certainement eu lieu pour faire place à la Madonna del Popolo, à laquelle la chapelle a été consacrée à nouveau vers 1460, lorsque la Compagnie de Santa Maria del Popolo a été créée. À l'époque où Filippino intervient (vers 1480-1485), cette scène devait déjà avoir disparu.

#### Distribution de l'aumôneet mort d'Ananie, Masaccio
Viennent ensuite la Distribution de l'aumônes et mort d'Ananie de Masaccio, qui illustre un épisode où une femme est punie pour avoir refusé de partager ses biens selon les coutumes des premiers chrétiens, dénonçant un faux revenu. Cet épisode peut également être lu comme un appel à la solidarité mutuelle en prévision de la mise en place du cadastre florentin.
La scène se caractérise par la maturité stylistique de Masaccio, qui rend l'expressivité des personnages plus vigoureuse, ainsi que la composition du fond plus articulé, avec des volumes architecturaux moins stéréotypés.

#### Dispute avec Simon Magus et crucifiement de Pierre, Filippino Lippi (XVI)
Le grand panneau du registre inférieur sur le mur droit est entièrement l'œuvre de Filippino Lippi. La scène se situe en dehors des murs de la ville (Rome, reconnaissable à la pyramide de Cestius sur le mur d'Aurélien et aux bâtiments qui surgissent au-delà des remparts) ; à droite, Simon le Magicien et saint Pierre se disputent devant Néron, une idole païenne est renversée au pied du roi ; à gauche, a lieu le Crucifiement du saint qui est sur le point d'être crucifié la tête en bas. De nombreux portraits sont représentés dans cette scène : le jeune homme à la casquette à l'extrême droite est l'autoportrait de Filippino ; le vieil homme au bonnet rouge dans le groupe près de saint Pierre et Simon le Magicien est Antonio Pollaiolo ; le garçon qui se tient sous l'arche et regarde vers le spectateur est le portrait de Sandro Botticelli, un ami et professeur de Filippino. Dans la figure de Simon le Magicien, certains ont voulu voir un portrait de Dante Alighieri, célébré comme le créateur de l'illustre De vulgari eloquentia dont Laurent le Magnifique et Ange Politien se sont inspirés.

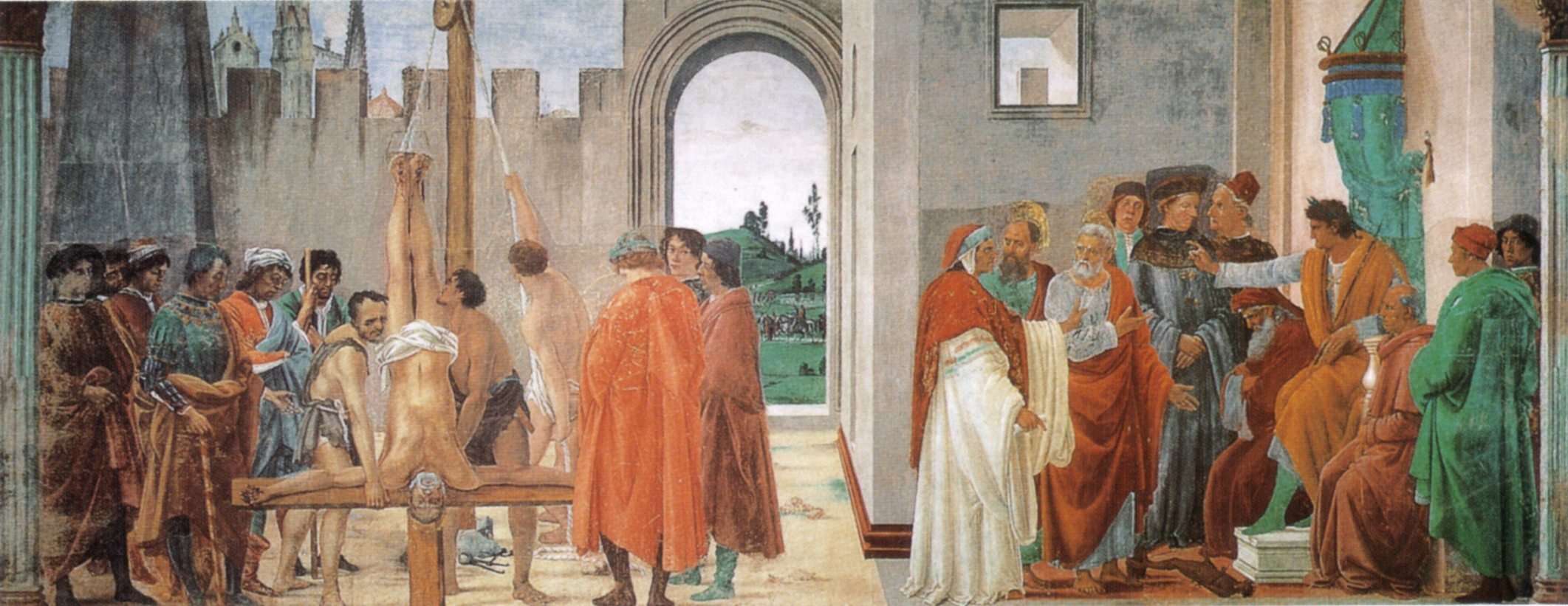
Filippino Lippi, Crucifixion de Pierre, 1482-85.

#### Saint Pierre en prison reçoit la visite de saint Paul, Filippino Lippi (XIII)
Le cycle se poursuit ensuite en repartant de la gauche, sur le pilier dans le registre inférieur, avec la scène de Saint Pierre en prison visité par saint Paul, de Filippino Lippi. Saint Pierre regarde par une fenêtre à barreaux, tandis que le visiteur tourne le dos à l'observateur. La scène suit peut-être une conception de Masaccio, comme en témoigne la parfaite continuité architecturale avec la scène contiguë de la Résurrection du fils de Théophile.

#### Saint Pierre libéré de prison, Filippino Lippi (XIV)
La dernière scène, sur le mur opposé, montre la Libération de saint Pierre de la prison par l'ange et est entièrement l'œuvre de Filippino Lippi. L'architecture est liée à celle de la scène adjacente. Le garde, armé d'une épée, dort au premier plan appuyé sur un long bâton, tandis que la libération miraculeuse a lieu, qui représenterait le salut chrétien et peut-être aussi l'autonomie retrouvée de Florence après la menace milanaise.
Cette fresque a attendu 1838 pour que la main de Lippi soit reconnue.
|                                                          | Paroi gauche                                                                             |                                                                                   | Centre   |                                                                     | Paroi droite                                                                   |                                          |
| II=Adam et Ève chassés du Jardin d'Éden, Masaccio        | V=Le tribut, Masaccio                                                                    | IX=La prédication de saint Pierre, Masolino                                       | Vierge   | X=Le baptême des néophytes, Masaccio                                | VI=La guérison des infirmes et la résurrection de Tabita, Masolino + Masaccio  | I=Le Péché originel, Masolino            |
| II - Masaccio                                            | V - Masaccio                                                                             | IX - Masolino                                                                     | à        | X - Masaccio                                                        | VI - Masaccio + Masolino                                                       | I - Masolino                             |
| XIII=Saint Pierre en prison visité par saint Paul, Lippi | XV=La résurrection du fils de Théophile et saint Pierre en chaire, Masaccio (restaurato) | XII=La distribution des biens et la mort d'Anania et Saffira, Masaccio (restauré) | l'Enfant | XI=L'ombre de saint Pierre guérit des infirmes, Masaccio (restauré) | XVI=La dispute avec Simon le Magicien et la crucifixion de saint Pierre, Lippi | XIV=Saint Pierre libéré de prison, Lippi |
| XIII - Lippi                                             | XV - Masaccio                                                                            | XII - Masaccio                                                                    |          | XI - Masaccio                                                       | XVI - Lippi                                                                    | XIV - Lippi                              |

## Analyse
La différence entre la partie peinte par Masolino et celle peinte par Masaccio s'est atténuée après la restauration, tempérant la controverse qui opposait le traditionaliste Masolino à l'innovant Masaccio et mettant plutôt en évidence les influences réciproques entre les deux. Masolino est généralement considéré comme un continuateur de la peinture gothique tardive, ou tout au plus comme une figure de transition, tandis que Masaccio applique plus rigoureusement les nouvelles idées qui ont été à la base de la révolution de la Renaissance : définition spatiale précise, identification psychologique des individus représentés et utilisation à minima des éléments décoratifs. En cela, Masaccio était un pionnier, qui a eu une influence significative sur les artistes contemporains et ceux des générations suivantes.
Masaccio utilise la lumière très rigoureusement pour « sculpter » les surfaces, les rehaussant avec des couleurs et des reflets qui créent des volumes extrêmement plastiques (c'est-à-dire semblables à des sculptures peintes de manière illusionniste), dans un style « en jet » qui relègue au second plan la précision du dessin.
Malgré des différences évidentes, les deux artistes s'accordent sur une série de points qui donnent à l'ensemble un aspect harmonieux:
1. Organisation des scènes dans une seule structure architecturale, composée de pilastres corinthiens peints, retenant un cadre dentelé. Les paysages se poursuivent souvent d'une scène à l'autre.
2. Adoption d'une seule gamme chromatique claire et lumineuse, même si des différences d'élaboration demeurent.
3. Unification spatiale entre les scènes grâce à l'utilisation d'un seul point de fuite des épisodes contigus (comme sur les côtés de la fenêtre à meneaux) ou opposés. La vue est optimisée pour un spectateur hypothétique qui serait debout au centre de la chapelle.

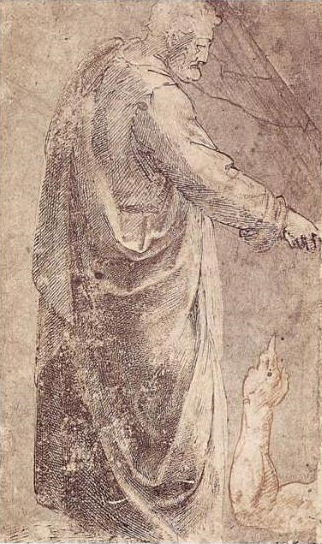
Michel-Ange, dessin à partir du Paiement du tribut de Masaccio (munich Kupferstichkabinett).

Les fresques de Masaccio dans la chapelle sont sans aucun doute « l'une des réalisations les plus passionnantes de la civilisation figurative de l'Occident », grâce à la spatialité conçue selon les règles d'une perspective cohérente, au réalisme sévère des figures empreintes de profondeur psychologique et de vigueur morale, à la richesse plastique classique à la fois libre et expressive. Cristoforo Landino avait déjà décrit Masaccio comme un « imitateur opiniâtre de [...] nature pure sans ornementation ». La restauration a révélé toute la couleur de l'artiste, pouvant enfin la replacer dans une ligne idéale qui passe par Fra Angelico et pour parvenir à Piero della Francesca, le meilleur de ses héritiers pour la synthèse entre la lumière et la couleur.
Si la renommée de Masaccio a été confirmée, Masolino a été véritablement réévalué avec la redécouverte de ses nuances de couleurs raffinées et de sa très haute qualité picturale.

## Postérité
Le travail de Masaccio dans la chapelle Brancacci a eu une importance primordiale dans le développement de la Renaissance, influençant des générations de grands maîtres qui sont venus ici pour étudier et copier les vigoureuses figures masaccesques. Giorgio Vasari a écrit que la chapelle était « l'école du monde », le point de départ de toutes les recherches sur la lumière, la perspective, la couleur et la plasticité des figures du renouveau artistique. Michel-Ange est certainement venu ici, qui a ensuite porté la recherche de Masaccio à son extrême point d'arrivée dans les fresques de la Chapelle Sixtine.

## Schéma pictural

### Mur gauche
II. L'Expulsion d'Adam et Ève, Masaccio.

V. Le Tribut, Masaccio.
XIII. Saint Pierre en prison visité par saint Paul, Lippi.

XV. La Résurrection du fils de Théophile
et saint Pierre en chaire, Masaccio.

### Mur central
IX. La Prédication de saint Pierre, Masolino.

X. Le Baptême des néophytes, Masaccio.
XI. L'ombre de saint Pierre guérit des infirmes, Masaccio.

XII. La Distribution des biens
et la mort d'Ananie et Saphire, Masaccio.

### Mur droit
VI. La Guérison des infirmes et la résurrection de Tabita, Masolino et Masaccio.

I. Le Péché originel, Masolino.
XVI. Le Crucifiement de saint Pierre
et  la dispute avec Simon le Magicien.

XIV. Saint Pierre libéré de prison, Lippi.